# Peter Moysey
Peter Moysey (* 29. Juni 1963) ist ein ehemaliger neuseeländischer Skilangläufer und Biathlet.

## Skilanglauf
Der neuseeländische Meister im Skilanglauf nahm an drei Nordischen Skiweltmeisterschaften teil. 1995 in Thunder Bay belegte Moysey Platz 92 über 10 km klassisch, Platz 71 über 30 km klassisch, Platz 73 in der Verfolgung über 25 km und Platz 67 über 50 km Freistil. 1997 in Trondheim belegte er über 10 km klassisch den 103., über 30 km Freistil den 89. und in der 25 km Verfolgung den 85. Platz. Dies bedeutete jeweils den letzten Platz im Starterfeld. 1999 in Ramsau wurde er 88. über 10 km klassisch, 74. über 30 km Freistil, 58. über 50 km klassisch und 72. in der Verfolgung.

## Biathlon
Sein Debüt im Biathlon-Weltcup gab er in der Saison 2000/01 am Holmenkollen, wo er den 88. Platz im Sprint belegte. Sein bestes Weltcupergebnis erreichte er in der Saison 2003/04 mit einem 66. Platz im Sprint in Fort Kent (USA). 2004 startete er in Pokljuka bei den Weltmeisterschaften im Bogenbiathlon und wurde 23. im Massenstart und 24. im Sprintwettbewerb. Das Verfolgungsrennen beendete er nicht. Im Alter von 42 Jahren zog sich Moysey aus dem Biathlon-Weltcup zurück. Am 19. Januar 2006 bestritt er in Antholz sein letztes Weltcup-Rennen, das er auf Rang 102 beendete.
Nach seiner Biathlon-Karriere ist der im österreichischen Wörgl lebende Sporttherapeut weiterhin sportlich aktiv. So bestreitet er unter anderem Wettkämpfe in Marathon und Quadrathlon. 2007 gewann Moysey  den  Kanutriathlon in Schongau.

## Biathlon-Weltcup-Platzierungen
Die Tabelle zeigt alle Platzierungen (je nach Austragungsjahr einschließlich Olympische Spiele und Weltmeisterschaften).
- 1.–3. Platz: Anzahl der Podiumsplatzierungen
- Top 10: Anzahl der Platzierungen unter den ersten zehn (einschließlich Podium)
- Punkteränge: Anzahl der Platzierungen innerhalb der Punkteränge (einschließlich Podium und Top 10)
- Starts: Anzahl gelaufener Rennen in der jeweiligen Disziplin

| Platzierung | Einzel | Sprint | Verfolgung | Massenstart | Staffel | Gesamt |
| ----------- | ------ | ------ | ---------- | ----------- | ------- | ------ |
| 1. Platz    |        |        |            |             |         |        |
| 2. Platz    |        |        |            |             |         |        |
| 3. Platz    |        |        |            |             |         |        |
| Top 10      |        |        |            |             |         |        |
| Punkteränge |        |        |            |             |         |        |
| Starts      | 8      | 34     |            |             |         | 42     |